# Li Jishen
Li Jishen (ur. 5 listopada 1885, zm. 9 października 1959) – chiński wojskowy i polityk.

## Życiorys
Urodził się w Cangwu w prowincji Guangxi, w ubogiej rodzinie chłopskiej. Ukończył Wyższą Szkołę Wojskową Liangguang i Akademię Wojskową Baoding. Został członkiem Kuomintangu, współpracował z tzw. kliką Guangxi dowodzoną przez Li Zongrena i Huang Shaohonga. Po utworzeniu Akademii Whampoa został jej wicekomendantem. W 1925 roku awansowany do rangi generała, powierzono mu dowództwo Czwartej Armii.
Wziął udział w ekspedycji północnej. W okresie tym blisko współpracował z Czang Kaj-szekiem, po którego stronie opowiedział się podczas konfliktu z Wang Jingweiem, zaś po rozłamie Czanga z komunistami tłumił powstanie w Nanchangu. Po zakończeniu ekspedycji północnej poróżnił się jednak z Czang Kaj-szekiem, wskutek czego został zdegradowany, wyrzucony z Kuomintangu i umieszczony w areszcie domowym.
Po incydencie mukdeńskim w 1931 roku zwolniony z aresztu i przyjęty ponownie do KMT. W listopadzie 1933 roku wraz z Chenem Mingshu, Jiang Guangnaiem i Cai Tingkaiem zbuntował się przeciwko władzy Czang Kaj-szeka. Stanął na czele powołanego w prowincji Fujian rządu rewolucyjnego, który rozpoczął rokowania z komunistami i nawoływał do walki przeciwko japońskiej agresji. Został ponownie wyrzucony z Kuomintangu, zaś po stłumieniu rebelii przez wojska rządowe w styczniu 1934 roku zbiegł do Hongkongu. Po wybuchu w 1937 roku wojny chińsko-japońskiej amnestiowany, powrócił do Chin i ponownie został przyjęty do KMT. Podczas wojny pracował w sztabie.
Po zakończeniu wojny z Japonią aktywnie krytykował politykę Czang Kaj-szeka, po opublikowaniu w 1947 roku krytycznego memoriału po raz trzeci usunięty z Kuomintangu, ponownie uciekł do Hongkongu. Na emigracji powołał w 1948 roku do życia Rewolucyjny Komitet Chińskiego Kuomintangu i został jego pierwszym przewodniczącym. Po zajęciu przez komunistów północnych Chin powrócił we wrześniu 1949 roku do Pekinu, gdzie został członkiem i jednym z wiceprzewodniczących Ludowej Politycznej Konferencji Konsultatywnej Chin. Po utworzeniu Chińskiej Republiki Ludowej został wiceprzewodniczącym Towarzystwa Przyjaźni Chińsko-Radzieckiej, a w 1954 roku wybrany na deputowanego do Ogólnochińskiego Zgromadzenia Przedstawicieli Ludowych i wiceprzewodniczącego jego Stałego Komitetu. W listopadzie 1956 roku jako członek delegacji chińskiej złożył wizytę w ZSRR, Rumunii, Czechosłowacji, Bułgarii, Jugosławii i Albanii.
Jego synem był Li Peiyao.